# Takedax
Takedax is een geslacht van kreeftachtigen uit de klasse van de Malacostraca (hogere kreeftachtigen).

## Soort
- Takedax gabrielae Mendoza & Ng, 2012